# Enrique Simpson Baeza
Enrique Simpson Baeza (Valparaíso, 1835-17 de mayo de 1901) fue un militar chileno, almirante de la Marina de Chile.
Ingresó al curso especial de guardiamarinas en la Escuela Militar  y el 21 de febrero de 1851 se embarcó en la fragata Chile como guardiamarina sin examen. En 1855 integró la dotación que trasladó desde Inglaterra hasta Chile la corbeta Esmeralda, nave de 854 toneladas, de propulsión mixta, máquina a vapor y vela, enviada a construir por el gobierno chileno en 1854 en astilleros ingleses.
En 1869, siendo capitán de fragata y comandante de la corbeta Chacabuco, efectuó trabajos hidrográficos en el litoral de Taltal, Los Vilos y el río Choapa. Entre los años 1870 y 1875 realizó cuatro campañas hidrográficas las que incluyeron los archipiélagos de las Guaitecas y de los Chonos, el río Aysén y los canales patagónicos y el río Santa Cruz, levantando planos de los puertos y surgideros.
En 1875, con el grado de capitán de navío, tomó el mando de la fragata blindada Cochrane, nave con la que en 1877 se dirigió a Inglaterra para que el astillero le efectuara algunas terminaciones, a su regreso a Chile pasó a integrar la Escuadra puesta bajo las órdenes del contralmirante Juan Williams Rebolledo. El 11 de julio de 1879 apoyó a la cañonera Magallanes en su enfrentamiento con el Huáscar en el bloqueo de Iquique.  En septiembre de 1879 dejó el mando del Cochrane para incorporarse al Estado Mayor del Ejército. Se retiró del servicio naval el 10 de octubre de 1898.

## Primeros años
Nació en 1835 en la ciudad de Valparaíso, Chile. Sus padres fueron el vicealmirante Robert Winthrop Simpson, distinguido marino inglés al servicio de Chile y Mercedes Baeza.
Ingresó a la Escuela Militar en Santiago al curso especial de guardiamarinas y el 21 de febrero de 1851
fue incorporado a la Armada como guardiamarina sin examen, embarcándose en la fragata Chile, nave de 46 cañones, que permanecía como pontón en Valparaíso.

## Revoluciones de 1851 y 1859-Guerra contra España 1865
Durante las acciones relacionadas con la revolución de 1851 le correspondió cubrir la batería naval instalada en La Serena por las fuerzas del gobierno.
El 22 de diciembre de 1853 ascendió a Teniente 2o. En 1855 fue enviado a Inglaterra para formar parte de la primera dotación que trajo a Chile la corbeta Esmeralda, nave mandada a construir por el gobierno de Chile en 1854 y que arribó a Valparaíso el 7 de noviembre de 1856.
En la revolución de 1859,  a bordo de la corbeta Esmeralda, como teniente 1.º, fue enviado a cargo de dos embarcaciones con 8 soldados cada una que dispersaron a los amotinados del puerto de Huasco.
En 1865, en cuanto se declaró la guerra a España,  Simpson fue transbordado al Apostadero de Huito, en Chiloé.

## Trabajos hidrográficos
En 1869 ascendió al grado de capitán de fragata y tomó el mando de la corbeta Chacabuco. Reconoció el litoral de Taltal y luego el comprendido entre Los Vilos y el río Choapa, Las Tablas, Chigualoco y costas vecinas.
En 1870 y 1871 exploró los archipiélagos de las Guaitecas y de los Chonos, se internó por el río Aysén haciendo sus primeros planos. Reconoció la península de Taitao, el río Huemules (Simpson) y los canales Pulluche, Moraleda, Ninualac y Darwin, confeccionó planos de los puertos y surgideros más importantes. Los trabajos hidrográficos continuaron hasta 1874 quedando levantados planos de toda la región insular de Chiloé, Guaitecas y Chonos, río Maullín y zona marítima de la provincia de Llanquihue.
En 1874 y 1875 exploró los canales occidentales de la Patagonia chilena, canales patagónicos,  y el río Santa Cruz; levantó planos de los puertos del canal Concepción.
En 1875, luego del fructífero trabajo realizado como hidrógrafo, fue ascendido a capitán de navío y tomó el mando de la fragata blindada Cochrane que había arribado a Valparaíso el 26 de diciembre de 1874. En enero de 1877 llevó al Cochrane a Inglaterra a terminar su alistamiento pendiente en los astilleros Hull. A su regreso en 1878 pasó a integrar la Escuadra bajo las órdenes del contralmirante Juan Williams Rebolledo.

## Guerra del Pacífico
Al comienzo de la Guerra del Pacífico, como comandante del blindado Cochrane, el 5 de abril de 1879 participó en el bloqueo del puerto de Iquique. El 15 de abril, junto con la cañonera Magallanes  fue enviado a bloquear el puerto de Mollendo al que recaló el 17 de abril procediendo a bombardearlo y luego hundió con su espolón al buque mercante Plata y al vapor Monroe por tratar de romperlo.
Luego fue enviado al puerto de Mejillones en el Perú junto con la Chacabuco a destruir lanchas. Después de los combates de Iquique y Punta Gruesa fue enviado a Iquique junto a la Magallanes, la Abtao y el Matías Cousiño a bloquear el puerto.
El 11 de julio de 1879 apoyó a la cañonera Magallanes en su enfrentamiento con el Huáscar en el bloqueo de Iquique y luego continuó a Antofagasta. En agosto se dirigió a Valparaíso para reparación y mantención de su nave. El 6 de septiembre de 1879 entregó el mando del blindado al capitán de fragata Juan José Latorre y se incorporó al Estado Mayor del Ejército, donde estuvo hasta el término de la guerra. Participó en el desembarco de Pisagua, en diciembre de 1879.

## Últimos años
En 1871 publicó un estudio hidrográfico titulado La Patagonia y otros lugares del sur.
En 1885 fue designado miembro de la Junta de Vigilancia que llevó el control de las obras de construcción de una nueva Escuela Naval en el cerro Artillería de Playa Ancha, Valparaíso.
En enero de 1895 ascendió a contraalmirante, siendo inspector general de Artillería. Se retiró el 10 de octubre de 1898 y falleció en Valparaíso el 17 de mayo de 1901.

## Legado
El principal legado del contraalmirante señor Enrique Simpson fueron los trabajos hidrográficos efectuados por más de 7 años tanto en la región norte de Chile y, especialmente, en la región austral. Estos trabajos se vieron plasmados en la útil cartografía que ha sido empleada por los numerosos navegantes que han recorrido esos lugares.
Se considera a Simpson como el descubridor de la región de Aisén, por las tres expediciones que efectuó a esa región entre los años 1870 y 1871, en las que logró unir el océano Pacífico con las llanuras patagónicas del área.
En su honor la cuarta compañía de bomberos de la ciudad de Coyhaique, fundada el 6 de noviembre de 1989, lleva por nombre patronimico "Bomba Almirante Enrique Simpson Baeza".